# Japanse oorlogsmisdaden

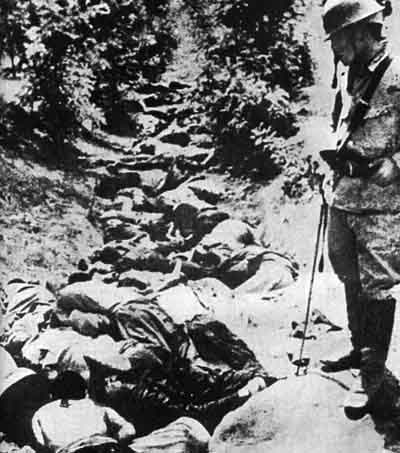
Een massagraf met burgerslachtoffers in Xuzhou (China) in 1938.

Tijdens de periode 1895-1945 zijn uiteenlopende Japanse oorlogsmisdaden begaan in de door het Japans Keizerrijk veroverde Aziatische gebieden.
Het overgrote deel van de misdaden werd gepleegd onder het gezag van de Japanse keizer Hirohito. De koloniale heerschappij van het keizerrijk begon in 1895 met de verovering van Taiwan. In 1907 verkreeg Japan grote invloed over Korea en in de jaren 30 veroverde het land grote delen van Mantsjoerije. Oorlogsmisdaden werden gepleegd gedurende de Tweede Chinees-Japanse Oorlog en de Tweede Wereldoorlog. 
Het betreft misdaden in de betekenis van oorlogsrecht, zoals toegepast tijdens het proces van Tokio. De Japanse strijdkrachten waren verantwoordelijk voor een groot aantal oorlogsmisdaden met miljoenen doden onder burgers en krijgsgevangenen. Deze misdaden bestonden uit verkrachtingen, massamoorden, uithongeren en dwangarbeid. De misdaden werden bevolen, toegestaan en niet tegengehouden door de Japanse militaire leiding en regering.

## Achtergrond

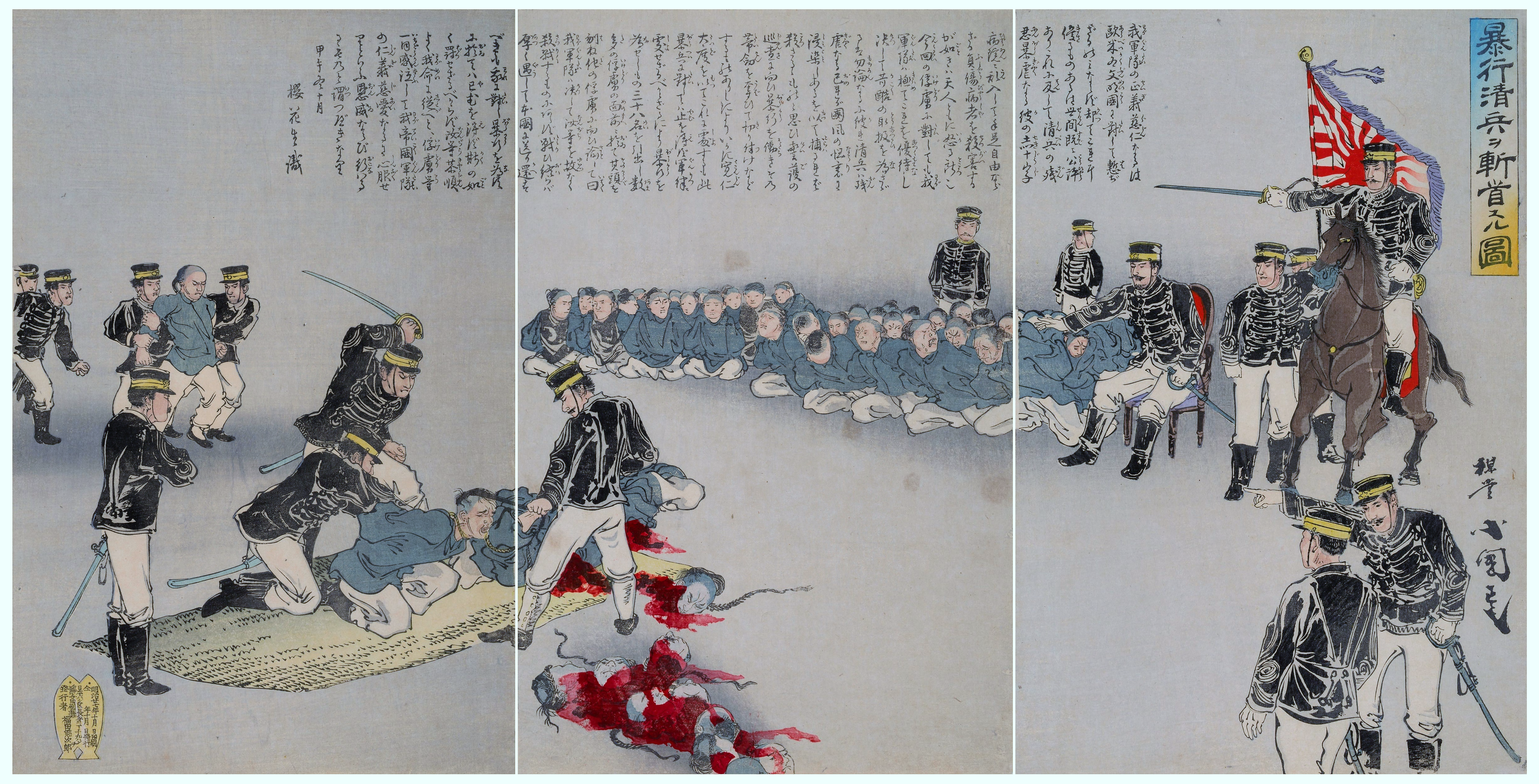
Een Japanse illustratie waarbij een onthoofding van Chinese gevangene wordt afgebeeld gedurende de Eerste Chinees-Japanse Oorlog van 1894-1895.

Na de Meiji-restauratie en de verdwijning van het Tokugawa-shogunaat werd de Japanse bevolking geïndoctrineerd met een militaristische nationalistische ideologie waar loyaliteit en volgzaamheid aan de keizer centraal stonden. Ook werd het idee van een etnische superioriteit van het Japanse volk populair. Vanaf eind 19de eeuw werd er een beleid gevoerd om het Japanse Keizerrijk uit te breiden. Leden van landmacht, marine en luchtmacht geloofden in het volgen van Bushido, wat een belangrijk onderdeel was van hun opleiding. Het werd gezien als de grootste eer om te strijden voor de keizer en zo nodig zelf te sterven. Overgave aan de vijand werd gezien als een schending van de eer van de persoon en hun familie. Dit stond ook geschreven in de Senjinkun. Het sterven in diens van de keizer werd ook aanbevolen door een populaire interpretatie van het shintoïsme en het boeddhisme. Alle daden van Japanse soldaten die werden gezien als tekort aan devotie aan de keizer leidden tot fysieke straf.
Japan won door haar overwinning in de Eerste Chinees-Japanse Oorlog sterke invloed op Korea. En ook werd Taiwan door Japan veroverd in de oorlog. In 1895 werd koningin Min van Korea vermoord. Hierna werd de invloed van Japan in Korea vergroot, waarbij vanaf 1905 alle Koreaanse diplomatie via Japan liep. Met het Japan-Korea-verdrag van 1907 werd het bestuur van Korea ondergeschikt gemaakt aan een Japanse afgezant. Dit leidde uiteindelijk tot de officiële kolonisatie van Korea door Japan in 1910. In 1931 werd Mantsjoerije veroverd. Gedurende de Tweede Wereldoorlog werden de hedendaagse Filipijnen, Myanmar, Vietnam, Laos, Cambodja, Brunei, Maleisië, Hongkong, Singapore, Micronesië en Indonesië veroverd. Ook werden grote delen van China veroverd door het Japanse Keizerrijk. Daarnaast werden aanvallen verricht op Australië, India, Thailand en de Verenigde Staten van Amerika. Ook enkele eilanden van de Verenigde Staten in de Stille Oceaan werden door Japan bezet.

## Voorbeelden van oorlogsmisdaden

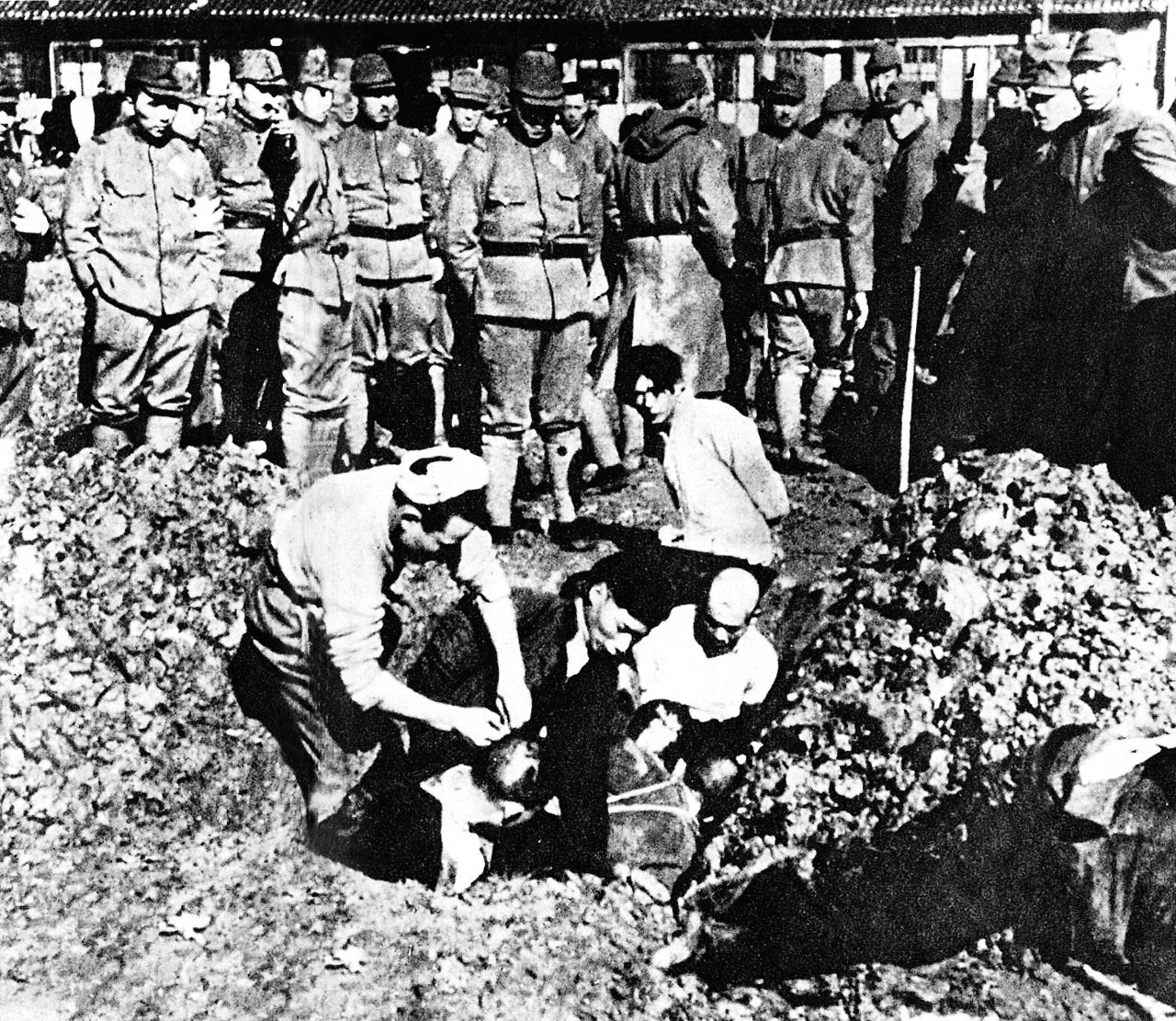
Chinese burgers die levend begraven werden door Japanse soldaten.

Japanse misdaden bestonden uit het grote aantal doden onder de krijgsgevangenen en de burgers van landen veroverd door Japan. Andere misdaden bestonden uit verkrachtingen, hongersnoden veroorzaken en zware dwangarbeid op grote schaal.

### Massamoorden

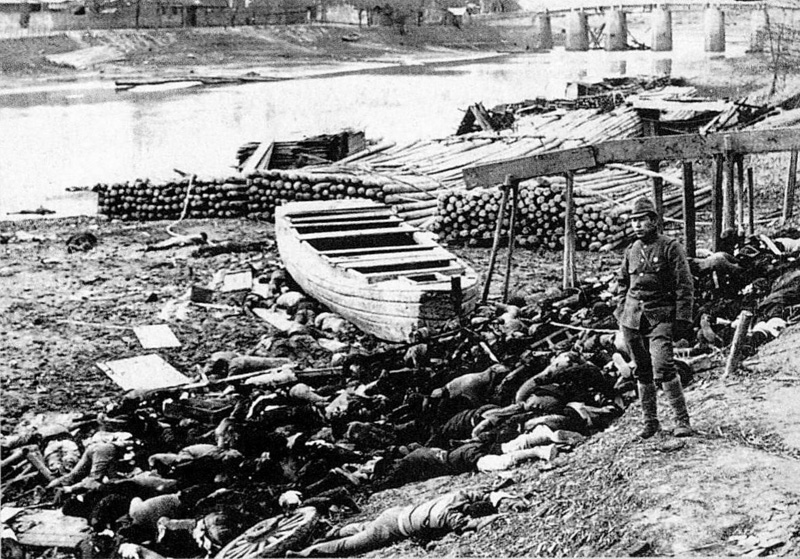
Lijken in Nanjing, gedurende de Nanjing-massamoord.

Een van de grootste gevallen van oorlogsmisdaden werd gepleegd gedurende de Bloedbad van Nanking in 1937 en 1938, waar er naar schatting tussen 260.000 en 350.000 burgers en krijgsgevangenen stierven door Japans geweld.
Vanaf 1942 werd het Drie-Alles-Beleid in China ingevoerd, dat bestond uit een tactiek van verbrande aarde onder het motto: “vermoord alles, verbrand alles en plunder alles”. Naar schatting stierven meer dan 2,7 miljoen burgers door dit beleid.
Gedurende het bloedbad van Manila in februari 1945 werden 100.000 burgers vermoord in de Filipijnen. Gedurende de Japanse bezetting van de Filipijnen werden verschillende dorpen uitgemoord. Er wordt geschat dat 1 op de 20 Filipijnen stierven door geweld van de Japanners tijdens de bezetting. Tijdens de Bloedbad van Sook Ching in Singapore werden begin 1942 op grote schaal mensen van Chinese afkomst vermoord, waarbij tussen 50.000 en 90.000 dodelijke slachtoffers vielen.
Tijdens het Bloedbad van Parit Sulong in Maleisië werden ongeveer vijfhonderd krijgsgevangenen vermoord. Soortgelijk was het bloedbad van Changjiao in China. Tijdens de Laha-massamoord in Indonesië werden 705 krijgsgevangenen vermoord. Tijdens de Kalagon-massamoord en de Pontianak-Incidenten vermoordden de Japanse bezetters de Maleisische sultans op Borneo en grote delen van de Maleisische elite. Er werden duizenden inheemse burgers vermoord tijdens de Japanse occupatie van Brits Borneo.

### Biologische oorlogsvoering en experimenten op mensen

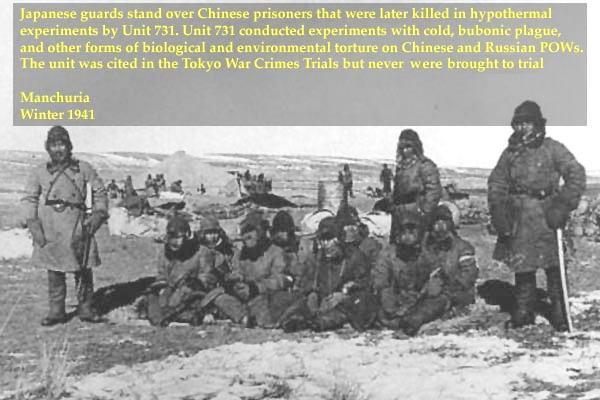
Een hypothermische experiment op Chinese gevangen door Eenheid 731.

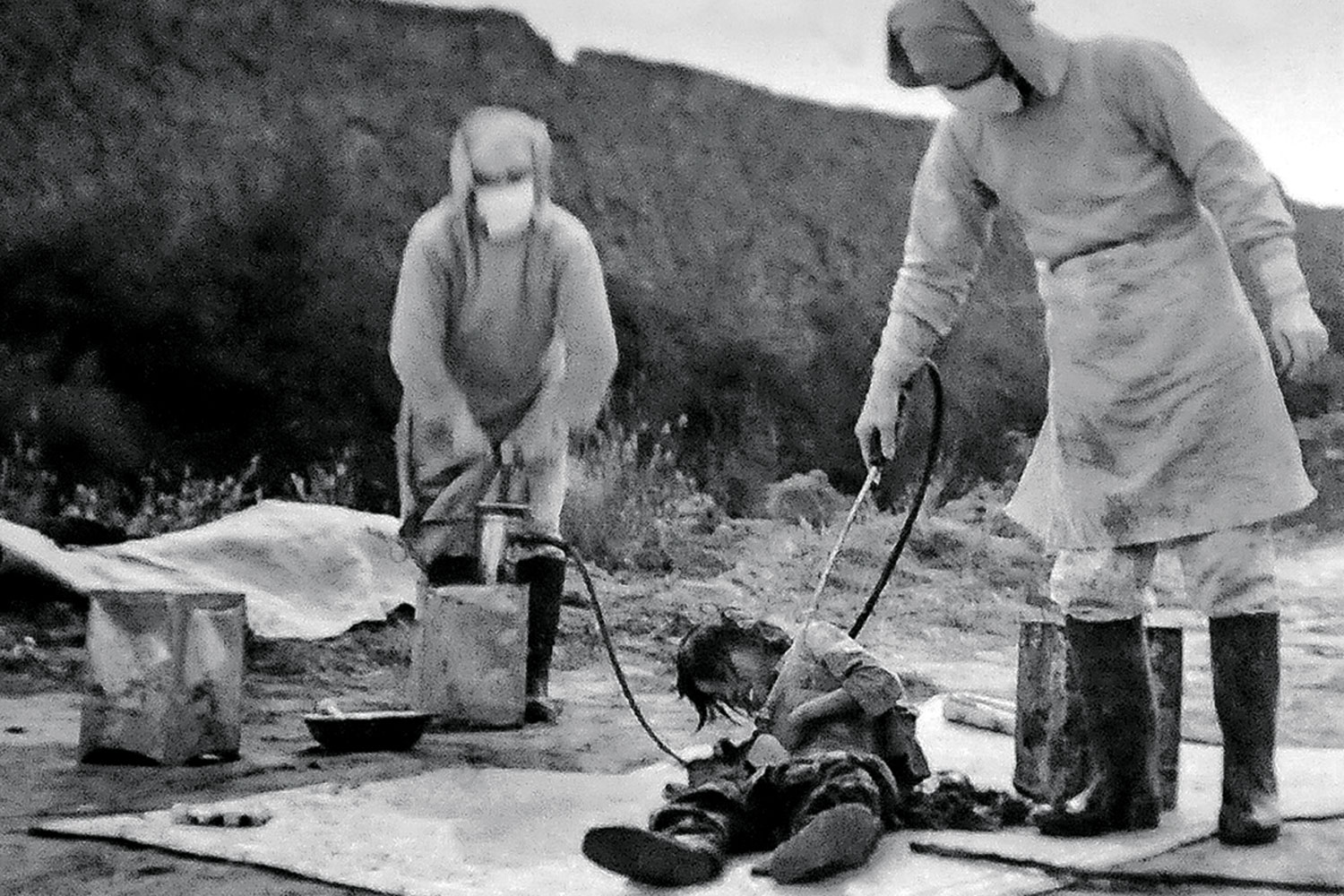
Leden van Eenheid 731 sproeien schadelijk stoffen op een slachtoffer als onderdeel van hun onderzoek.

Speciale Japanse militaire eenheden voerden experimenten uit op burgers en krijgsgevangenen in China. Het doel van de experimenten was om biologische wapens te ontwikkelen. Biologische wapens werden gebruikt tegen de Chinese troepen en de burgerbevolking. De belangrijkste groep was Eenheid 731 onder leiding van Shirō Ishii. Voorbeelden van experimenten waren vivisecties, amputaties zonder verdoving, testen van biologische wapens, bloedtransfusie met paardenbloed en injectie van dierenbloed in lijken. In het kader van onderzoek naar behandeling van bevroren ledematen werden gevangenen buiten geplaatst met temperaturen onder vriespunt met ontblote armen en werden periodiek doordrenkt met water totdat de ledematen bevroren waren. De armen werden geamputeerd. Daarna werd overgestapt op de benen. Naast de bekende Eenheid 731 waren er ook eenheden voor biologische oorlogsvoering en menselijke experimenten actief in Beijing (Eenheid 1855), Nanjing (Eenheid 1644) en Guangzhou (Eenheid 1688).
De Japanse luchtmacht heeft biologische wapens gebruikt tegen burgers gedurende de Tweede Chinees-Japanse Oorlog en de Tweede Wereldoorlog. De Japanse luchtmacht verspreide in China vlooien met pest, zodat bewoners de builenpest kregen. Japanse soldaten gebruikten flessen met ziekmakende microben, zoals cholera, dysenterie, tyfus en anthrax, om zo rivieren, waterputten en reservoirs te vergiftigen. Voedsel werd gemengd met dodelijke bacteriën om mensen te besmetten.
Biologische oorlogsvoering (inclusief experimenten op mensen) leidde volgens een schatting tot circa 580.000 doden. In 1939 voerde bijvoorbeeld Eenheid 731 circa 100 biologische aanvallen uit op militaire en civiele doelwitten. Het bestond uit vergiftigen van watervoorraden, uitdelen van besmet voedsel en via de lucht verspreiden van pest-geïnfecteerde vlooien.

### Gebruik van chemische wapens
Chemische wapens werden gebruikt met speciale gastroepen, artillerie en de luchtmacht tegen de Chinezen. Zij kozen voornamelijk om de chemische wapens tegen de Chinezen te gebruiken, omdat China geen chemische wapens had om terug te slaan, terwijl andere vijanden ook beschikking hadden over chemische wapens die ze zouden kunnen gaan gebruiken als Japan het eerst tegen hen zou gebruiken. Tussen 1937 en 1945 werden meer dan 2000 keer chemische wapens gebruikt. Bij de Slag om Wuhan in augustus en oktober 1938 had de keizer toestemming gegeven voor het gebruik van gifgas. Een resolutie van 14 mei 1939 van de Volkenbond veroordeelde het gebruik van gifgas door Japan.

### Misdaden tegen krijgsgevangenen

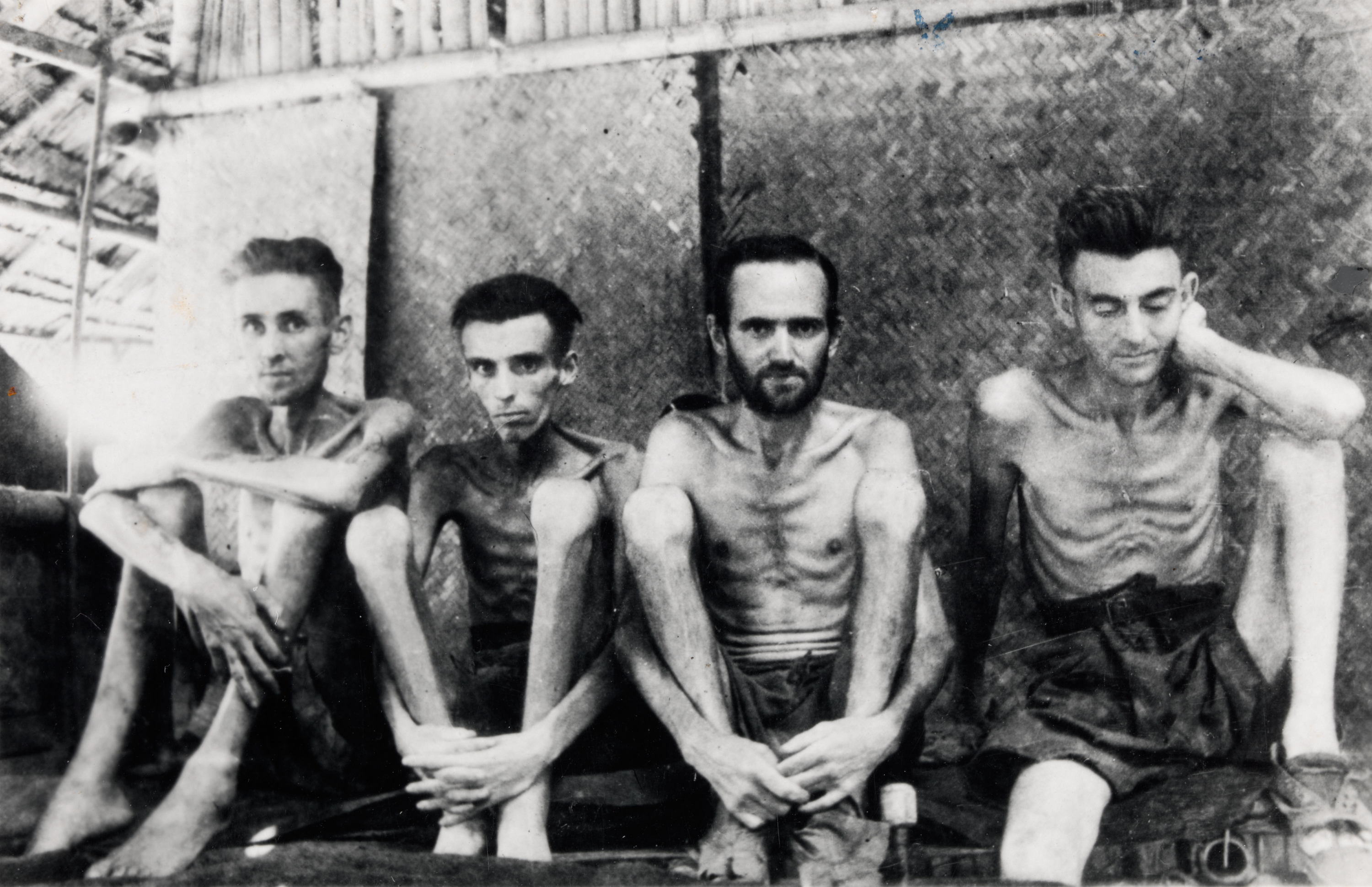
Australische en Nederlandse krijgsgevangenen in Thailand in 1943.

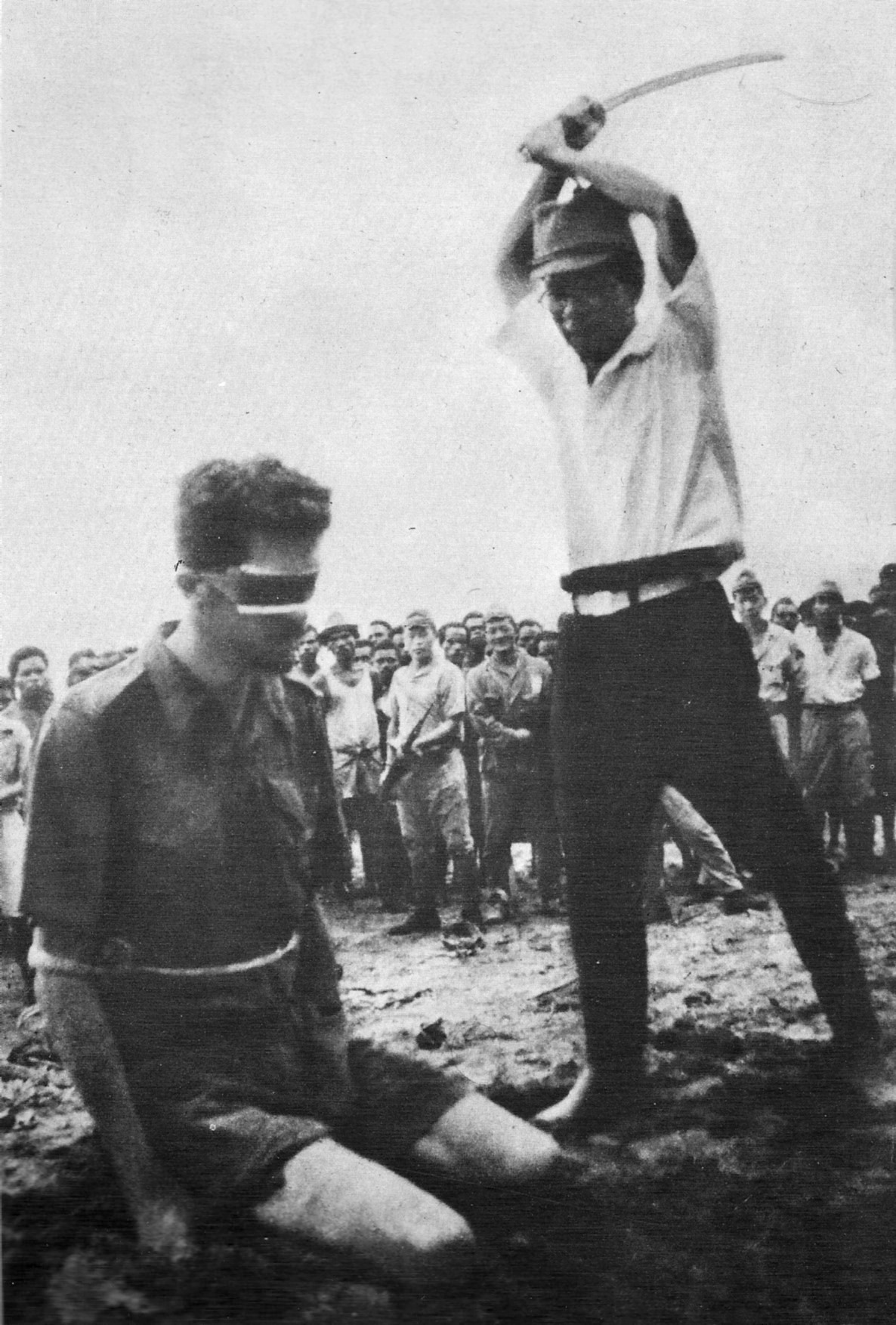
Een Australische krijgsgevangene die op het punt staat om onthoofd te worden door een Japanse officier, 1943.

Grote aantallen krijgsgevangenen werden vermoord of stierven onder slechte omstandigheden gedurende hun gevangenschap. Tijdens ondervragingen werden krijgsgevangenen gemarteld.
Hospitaalschepen waren voorzien van symbolen bestaande uit witte vlakken met rode kruizen om te laten zien dat het geen gevechtsschepen waren, maar om duidelijk te maken dat ze bedoeld zijn voor zieken, gewonden en medisch personeel. Japan heeft een aantal hospitaalschepen aangevallen, wat een oorlogsmisdaad is volgens de Haagse Conventie van 1907, ondertekend door Japan. Een voorbeeld hiervan is de aanval van 14 mei 1943, waarbij het Australische schip AHS Centaur tot zinken werd gebracht door de Japanse onderzeeër I-177. Hierbij stierven 268 mensen.
Officieren van marine gaven opdracht voor het vermoorden van meer dan 20.000 geallieerde matrozen. De marine zonk vele vrachtschepen en vermoorden mensen in de reddingsboten.
Japanse soldaten vonden overgave eerloos, zodat de geallieerden die zich wel overgaven aan Japan werden geminacht. Krijgsgevangenen verdienden daarom volgens veel Japanse soldaten om slecht behandeld te worden. Japanse soldaten vermoordden krijgsgevangenen door hen te fusilleren, te onthoofden of te verdrinken. Veel krijgsgevangen stierven in de schepen waar duizenden tegelijk werden opgesloten en getransporteerd, met gebrek aan voedsel en water, slechte hygiënische omstandigheden en uitbraken van infectieziekten als gevolg. Deze schepen kregen de bijnaam helleschepen. Geallieerden vielen een aantal van deze schepen aan, omdat zij deze schepen aanzagen als Japanse militaire schepen. In totaal stierven 20.000 geallieerde krijgsgevangenen in deze schepen.
Volgens het Tokio-Tribunaal stierven 27,1% van de krijgsgevangenen onder het beheer van Japanse troepen. Het sterfpercentage van Chinese krijgsgevangenen was hoger dan het gemiddelde. Een reden hiervoor was het decreet van 5 augustus 1937 van keizer Hirohito om alle beperkingen gerelateerd aan krijgsgevangenen in China volgens internationaal recht op te heffen. Slechts 56 Chinese krijgsgevangenen keerden terug na de overgave van Japan.

### Honger als wapen
In verschillende gebieden ontstonden hongersnoden door de Japanse bezetting. Japan en haar bondgenoot Vichy-Frankrijk zorgden mede voor de Vietnamese Hongersnood van 1945, waarbij naar schatting 1 tot 2 miljoen Vietnamezen stierven door ondervoeding in Noord-Vietnam door rekwisities van oogsten van boeren zonder betaling. En ook door Japans beleid om rijstproductie te verminderen om de productie van katoen voor soldatenkleding te vergroten.
Miljoenen burgers stierven in Nederlands-Indië tijdens de Indonesische hongersnood van 1944 en 1945. De doden door Japans geweld en de hongersnood worden geschat op 4 miljoen Indonesiërs.

### Dwangarbeid

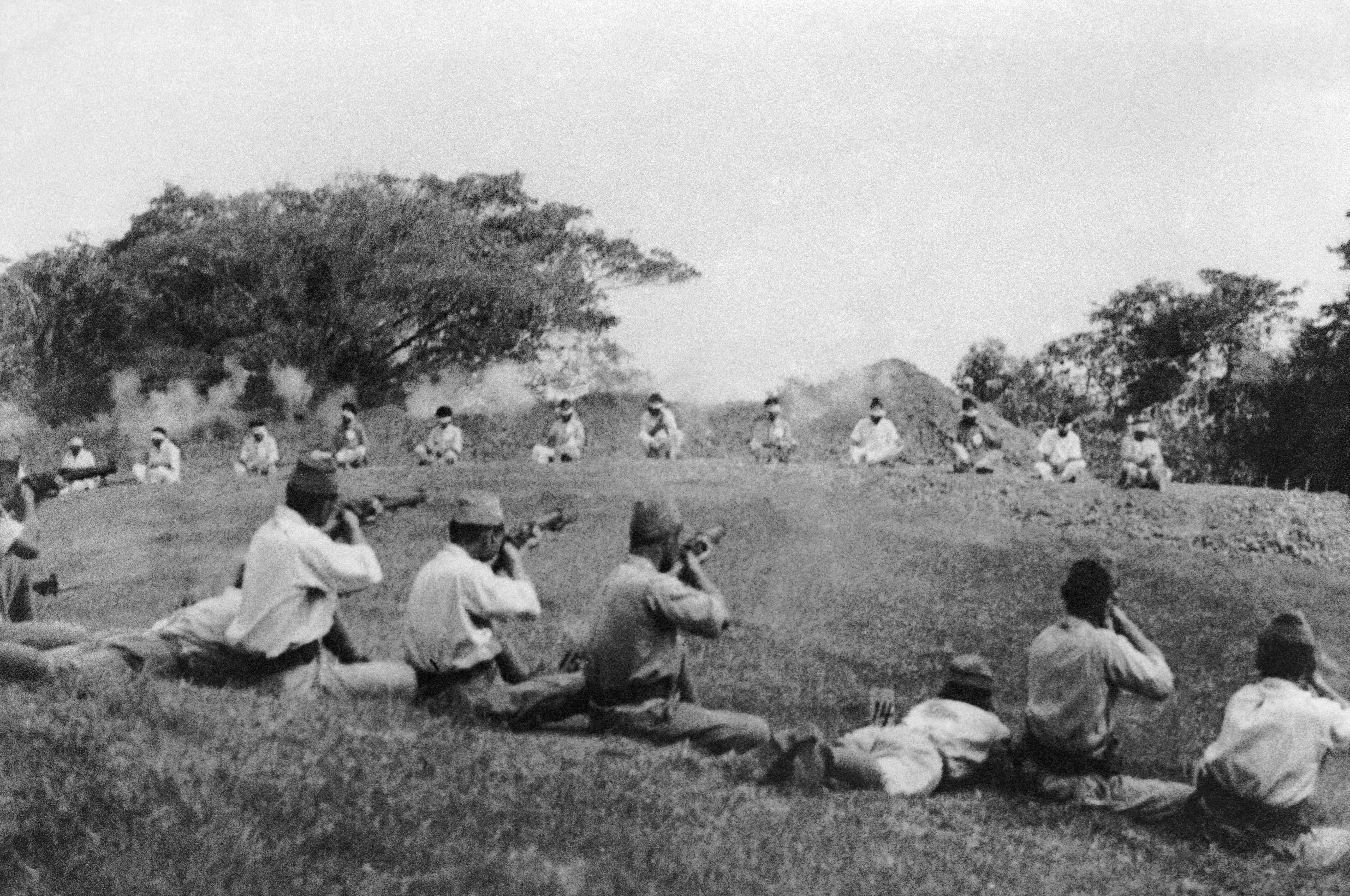
Japanse soldaten schieten op krijgsgevangen van Sikh-afkomst.

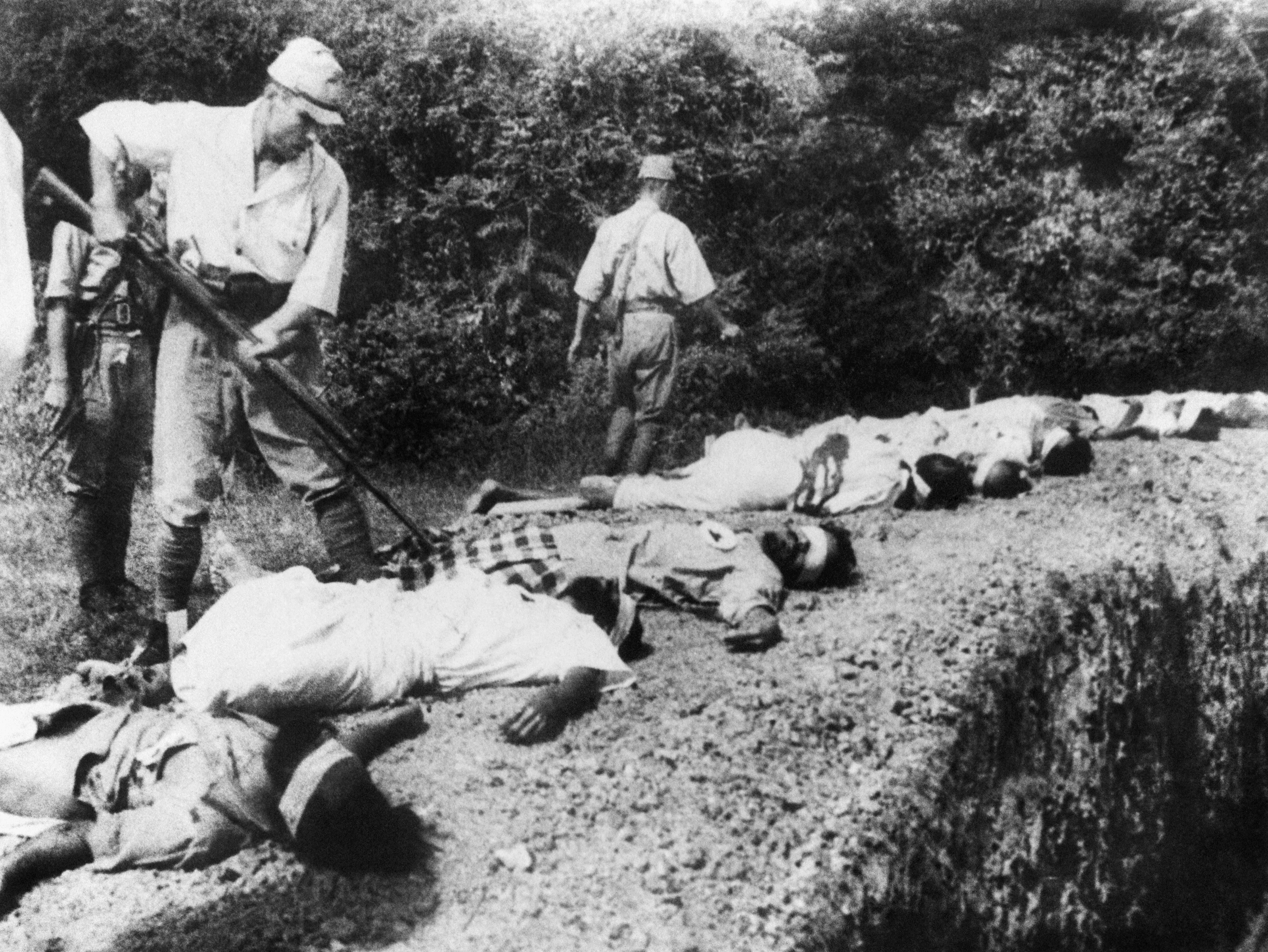
Japanse soldaten gebruiken bajonetten op de Sikh-gevangen nadat ze neergeschoten waren.

Dwangarbeid leidde tot vele doden. Bijvoorbeeld meer dan 100.000 burgers en krijgsgevangen stierven tijdens de bouw van de Birma-Siamspoorweg, bijgenaamd de Dodenspoorweg. Arbeiders die ziek werden van bijvoorbeeld cholera werden geëxecuteerd door de Japanners.
Op het eiland Java in het hedendaagse Indonesië werden miljoenen mensen als dwangarbeiders gebruikt. Van de 270.000 Javanen die verscheept werden naar andere gebieden die waren veroverd door Japan, werden slechts 52.000 teruggebracht naar Java, wat lijkt te wijzen op een sterftepercentage van circa 80%. Javaanse vrouwen werden gedwongen te werken in bordelen. Vele mensen stierven door de slechte omstandigheden. Ook tijdens de bouw van de Pakanbaroe-spoorweg in Indonesië vielen grote aantallen doden. In totaal werkten er aan de spoorweg 102.000 romoesja's, waarvan circa 80% van de arbeiders stierven.
Volgens het rapport van de Japanse Ministerie van Buitenlandse zaken stierven 7000 gevangen Chinezen die naar Japan waren verscheept. Het ging om een totaliteit van 40.000 Chinezen die waren gedeporteerd naar Japan.
In Indonesië werden mensen van Europese afkomst en soms ook halfbloeden geïnterneerd in concentratiekampen. Deze kampen werden ook wel Jappenkampen genoemd. De totale sterfte in de kampen voor burgers wordt geschat op 16.000. Rekening houdend met de gemiddelde sterftecijfers onder normale omstandigheden, zouden vermoedelijk 13.500 burgers zijn omgekomen als direct of indirect gevolg van internering. Bij een geschat aantal van in totaal 110.000 opgesloten burgers komt dit neer op 13%.

### Verkrachtingen
De Japanse troepen en andere overheidsinstanties dwongen vele vrouwen tot prostitutie. Vrouwen gedwongen tot prostitutie werden troostmeisjes (慰安婦) genoemd. Het misbruik gebeurde in militaire geregelde bordelen in veroverde gebieden. In 1992 publiceerde historicus Yoshiaki Yoshimi zijn onderzoek op basis van de archieven van de Japanse overheid. Er was direct verband tussen de overheidsinstanties en de “trooststations”. Dit leidde tot formele excuses van de Japanse premier Kiichi Miyazawa.
Japanse troepen deden aan grootschalige verkrachtingen in Nanjing in China. Tijdens de Manila-massamoord in de Filipijnen werden door Japanse soldaten honderden mensen van Filipijnse, Italiaanse, Russische, Spaanse, Britse, Amerikaanse vrouwen verkracht die in Bayview Hotel schuilden.

## Dodental

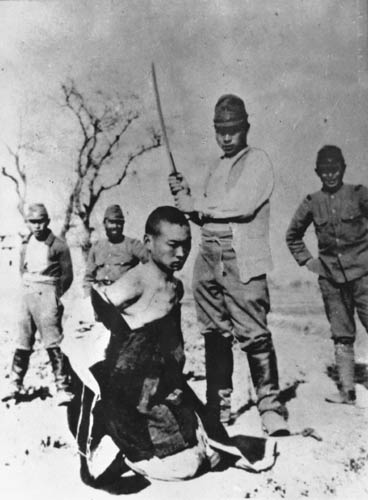
Een Japanse soldaat die een Chinees onthoofdt tijdens Nanjing-bloedbad.

Verschillende historici hebben schattingen gemaakt van het totale dodental ten gevolge van Japans geweld. Historicus Michael Richard Daniell Foot schatte de burgerdoden tussen 10 en 20 miljoen. Historicus Mark Felon beweerde dat er 30 miljoen mensen stierven door Japans geweld, met name burgers.